# TAF1D
TAF1D (англ. TATA-box binding protein associated factor, RNA polymerase I subunit D) – білок, який кодується однойменним геном, розташованим у людей на короткому плечі 11-ї хромосоми. Довжина поліпептидного ланцюга білка становить 278 амінокислот, а молекулярна маса — 32 058.
| 10         |  | 20         |  | 30         |  | 40         |  | 50         |
| ---------- |  | ---------- |  | ---------- |  | ---------- |  | ---------- |
| MDKSGIDSLD |  | HVTSDAVELA |  | NRSDNSSDSS |  | LFKTQCIPYS |  | PKGEKRNPIR |
| KFVRTPESVH |  | ASDSSSDSSF |  | EPIPLTIKAI |  | FERFKNRKKR |  | YKKKKKRRYQ |
| PTGRPRGRPE |  | GRRNPIYSLI |  | DKKKQFRSRG |  | SGFPFLESEN |  | EKNAPWRKIL |
| TFEQAVARGF |  | FNYIEKLKYE |  | HHLKESLKQM |  | NVGEDLENED |  | FDSRRYKFLD |
| DDGSISPIEE |  | STAEDEDATH |  | LEDNECDIKL |  | AGDSFIVSSE |  | FPVRLSVYLE |
| EEDITEEAAL |  | SKKRATKAKN |  | TGQRGLKM   |  |            |  |            |

A: Аланін

C: Цистеїн

D: Аспарагінова кислота

E: Глутамінова кислота

F: Фенілаланін

G: Гліцин

H: Гістидин

I: Ізолейцин

K: Лізин

L: Лейцин

M: Метіонін

N: Аспарагін

P: Пролін

Q: Глутамін

R: Аргінін

S: Серин

T: Треонін

V: Валін

W: Триптофан

Кодований геном білок за функцією належить до фосфопротеїнів. 
Задіяний у таких біологічних процесах, як транскрипція, регуляція транскрипції. 
Білок має сайт для зв'язування з ДНК. 
Локалізований у ядрі.